# إله الحرب: الخيانة
إله الحرب: الخيانة (بالإنجليزية:God of War: Betrayal) ، هي لعبة إلكترونية من نوع مغامرات، أنتجت من قبل شركة سوني أونلاين إنترتينمنت و جافا كراوند ومن نشر سوني أنتراكتيف إنترتينمت سنة 2007 ، و اللعبة تعمل لأجهزة الهواتف النقالة.

## وصلات خارجية
- God of War: Betrayal on آي جي إن